# 1722 en droit
Cet article présente les faits marquants de l'année 1722 en droit.

## Événements
- 24 janvier (13 janvier du calendrier julien), Russie : un oukase crée le tchin ou Table des Rangs qui détermine le degré de dignité dans la noblesse par la hiérarchie des fonctions (14 degrés dont les 8 premiers confèrent la noblesse héréditaire)[1]. Des écoles sont ouvertes. En échange du service obligatoire (7 ans dans l'armée, 10 ans dans les emplois civil, 15 ans dans le commerce ou l'industrie), Pierre Ier de Russie fait de larges concessions aux nobles, qui prennent en main l’administration locale (impôt, police, recrutement). Le servage est étendu et aggravé. Le grand domaine progresse, et la petite propriété tend à disparaître. La population urbaine est divisée en trois guildes ayant chacune des représentants auprès du magistrat (conseil municipal)[2].

- 29 avril, Russie : l'Ukraine perd son autonomie administrative ; elle perd le droit d’élire son hetman et est administrée par le collège de Petite-Russie. À la mort de l’hetman Ivan Skoropadski le 3 juillet, la place reste vacante jusqu’en 1727 avec la nomination de Danylo Apostol[3].